# Le Sueur County
Le Sueur County is een county in de Amerikaanse staat Minnesota.
De county heeft een landoppervlakte van 1.162 km² en telt 25.426 inwoners (volkstelling 2000). De hoofdplaats is Le Center.

## Bevolkingsontwikkeling

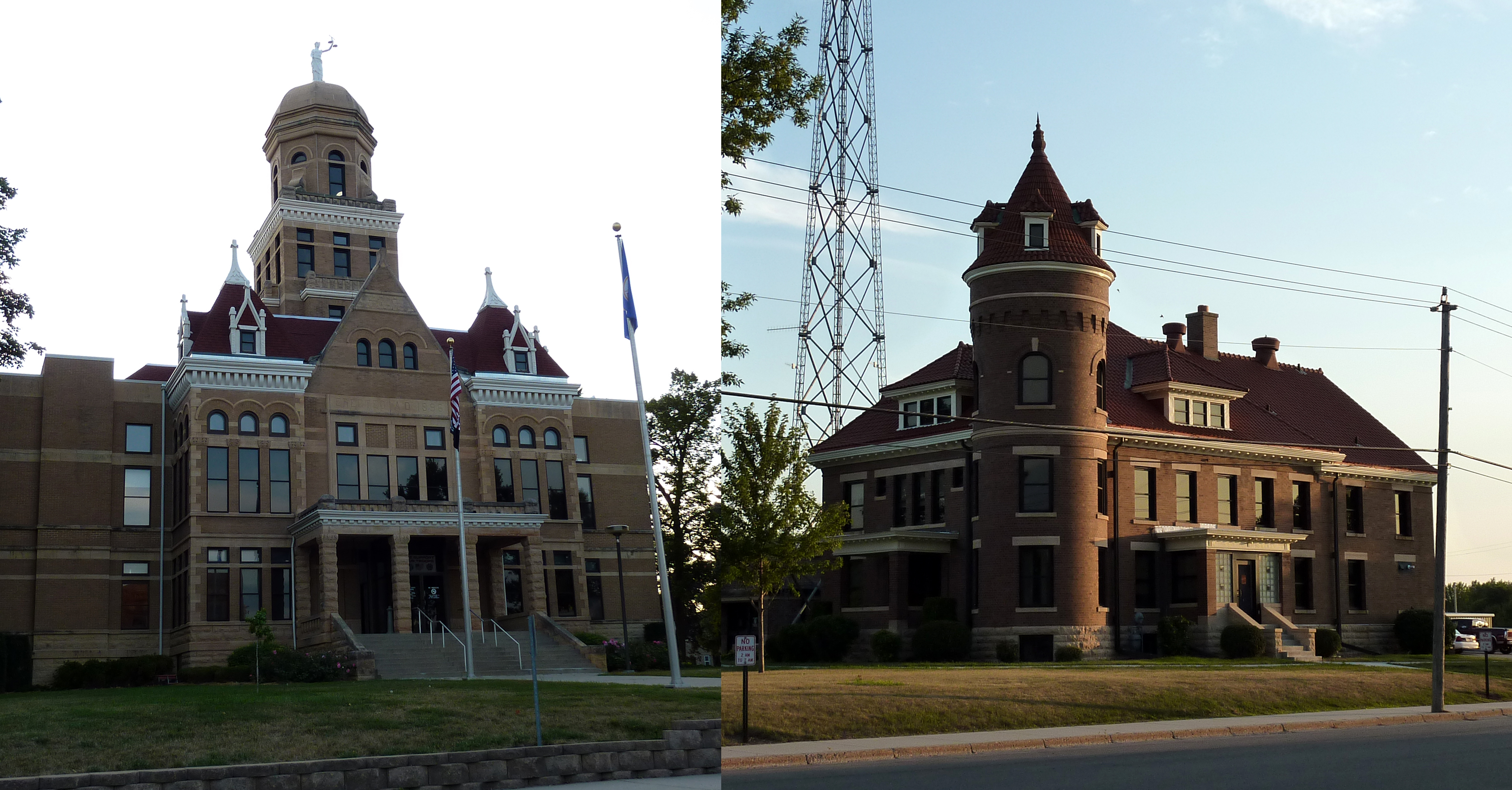
Le Sueur County Courthouse (l) en gevangenis